# Gonzo (muppet)

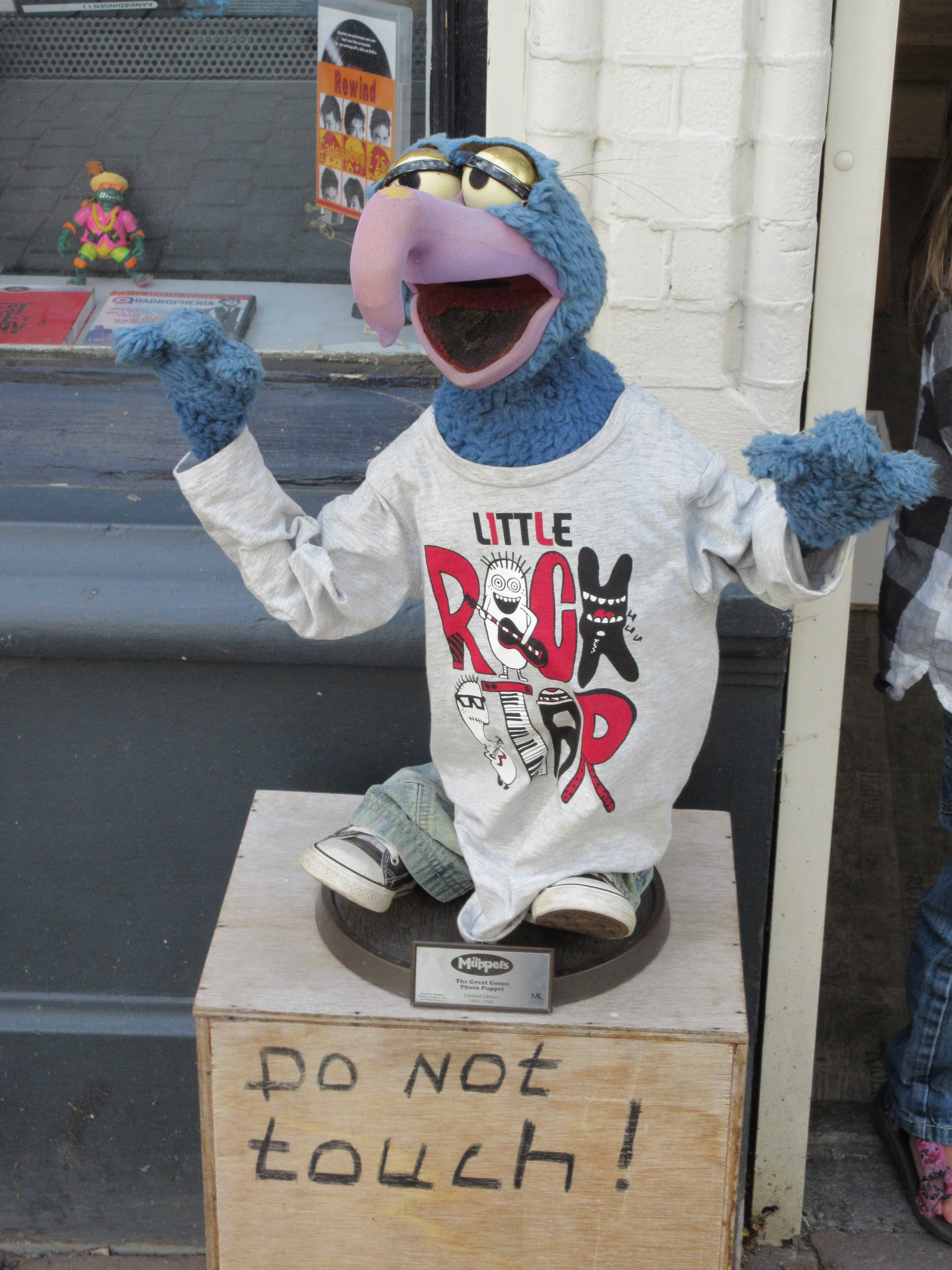
Gonzo

Gonzo (the Great Gonzo, Gonzo the Great) jest jednym z muppetów, bohaterem The Muppet Show. Charakteryzuje się niebieską barwą ciała, wielkimi oczami i wyjątkowo długim, zakrzywionym nosem. Gonzo z pochodzenia był kosmitą. 
Gonzo „posiada” własną kurę, Camillę, do której jest bardzo przywiązany. Jego najlepszym przyjacielem jest szczur Rizzo.